# بروفو

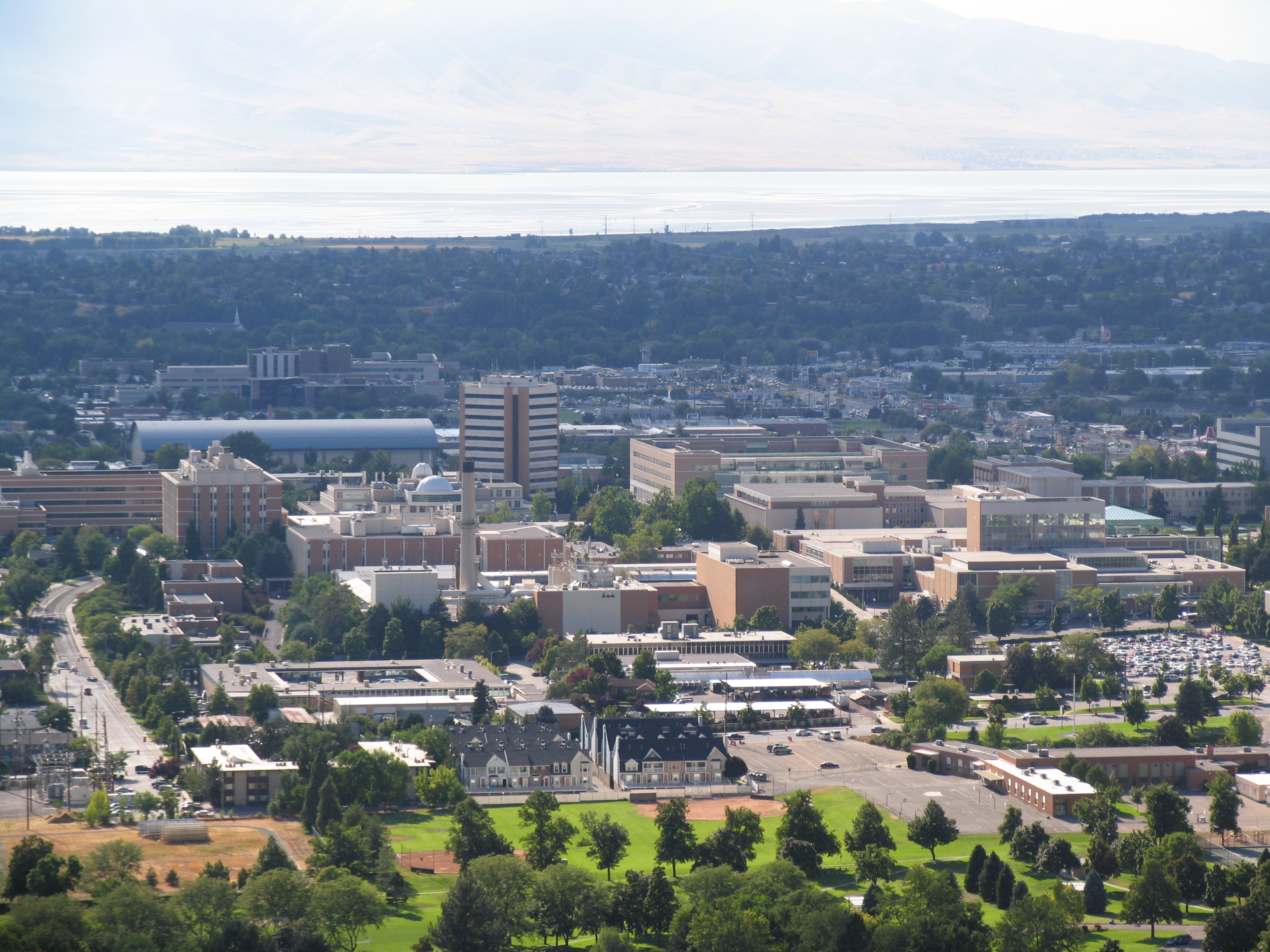
منظر عام للمدينة

بروفو هي مدينة في ولاية يوتا في الولايات المتحدة الأمريكية. وكان عدد سكانها حوالي 115,135 نسمة سنة 2005 حسب معلومات قد أعدتها المدينة بنفسها. وتقع على بحيرة يوتا وقد تأسست عام 1849.

## التعليم
تعتبر جامعة بريغام يونغ التي يقع في بروفو من أكبر الجامعات الخاصة في الولايات المتحدة.وهي جامعة مشهورة لتميزها.

## المواصلات
أقرب مطار دولية من بروفو هو مطار سالت ليك سيتي الدولي.

## توأمة
لبروفو اتفاقيات توأمة مع:
- مايسن

## أعلام
- بول بوير
- إفان ماكمولين
- غاري كولمان
- تريسي هال
- تيد هاوورث
- هارفي فليتشر
- أوبيرت كوتيه
- آرثر كرونكويست
- بيرت ماكراكين
- تريست كيلي دن